# Ламар (округ, Алабама)
33°46′50″ пн. ш. 88°05′47″ зх. д. / 33.780555555556° пн. ш. 88.096388888889° зх. д.
 Ламар (англ. Lamar County) — округ (графство) у штаті Алабама. Ідентифікатор округу 01075.

## Історія
Округ утворений 1867 року.

## Демографія
За даними перепису
2000 року
загальне населення округу становило 15904 осіб, усе сільське.
Серед мешканців округу чоловіків було 7680, а жінок — 8224. В окрузі було 6468 домогосподарств, 4715 родин, які мешкали в 7517 будинках.
Середній розмір родини становив 2,89.
Віковий розподіл населення поданий у таблиці:
| Стать    | До 15 років | 15-21 | 22-29 | 30-39 | 40-49 | 50-65 | 65-85 | Понад 85 |
| -------- | ----------- | ----- | ----- | ----- | ----- | ----- | ----- | -------- |
| Чоловіки | 1534        | 792   | 779   | 1096  | 1129  | 1339  | 902   | 109      |
| Жінки    | 1510        | 745   | 785   | 1109  | 1100  | 1458  | 1280  | 237      |

## Суміжні округи
- Меріон — північ
- Файєтт — схід
- Пікенс — південь
- Лаундс, Міссісіпі — південний захід
- Монро, Міссісіпі — захід

## Виноски
1. ↑  U.S. Decennial Census. United States Census Bureau. Архів оригіналу за 4 квітня 2018. Процитовано 22 серпня 2015.
2. ↑  Historical Census Browser. University of Virginia Library. Архів оригіналу за 11 серпня 2012. Процитовано 22 серпня 2015.
3. ↑  Forstall, Richard L., ред. (24 березня 1995). Population of Counties by Decennial Census: 1900 to 1990. United States Census Bureau. Архів оригіналу за 24 вересня 2015. Процитовано 22 серпня 2015.
4. ↑  Census 2000 PHC-T-4. Ranking Tables for Counties: 1990 and 2000 (PDF). United States Census Bureau. 2 квітня 2001. Архів оригіналу (PDF) за 18 грудня 2014. Процитовано 22 серпня 2015.
5. ↑  State & County QuickFacts. United States Census Bureau. Архів оригіналу за 6 червня 2011. Процитовано 16 травня 2014.(англ.) Наведено за англійською вікіпедією.
6. ↑  American FactFinder. Бюро перепису населення США. Архів оригіналу за 26 лютого 2012. Процитовано 31 січня 2008.